# Dissociazione infrarossa multifotonica
La dissociazione infrarossa multifotonica (in lingua inglese infrared multiphoton dissociation IRMPD) è una tecnica usata in spettrometria di massa per frammentare molecole in fase gas, di solito per analisi strutturali della molecola precursore (genitore). 

## Meccanismo
Un laser infrarosso è diretto attraverso una finestra nello spettrometro dove ci sono gli ioni. Il meccanismo di frammentazione si basa sull'assorbimento da parte di uno ione di molti fotoni infrarossi. Lo ione genitore viene eccitato a stati vibrazionali più alti che portano alla rottura di legami dello ione genitore in fase gas in frammenti.
IRMPD è più spesso usato con la risonanza ionica ciclotronica a trasformata di Fourier. 

## Spettroscopia IRMPD
Usando un laser IR a alta frequenza può essere studiata la dipendenza tra la lunghezza d'onda e la resa dell'IRMPD.
La spettroscopia IRMPD serve alla misura degli spettri vibrazionali di specie instabili che possono essere preparate solo in fase gas. Sia specie che includono ioni molecolari sia specie neutre come cluster metallici possono essere ionizzate debolmente con l'interazione con la luce IR per l'analisi spettrometrica.